# Contigné
Contigné est une ancienne commune française située dans le département de Maine-et-Loire, en région Pays de la Loire. Le 15 décembre 2016, la commune devient une commune déléguée au sein de la commune nouvelle des Hauts-d'Anjou.
Cette commune rurale du nord de l'Anjou est principalement agricole.

## Géographie

### Localisation
Ce village angevin se situe au nord du département dans la partie orientale du Segréen,, sur la route D768 qui va de Champigné à Miré, et sur la D173 qui va de Sœurdres à Brissarthe.
Le Segréen est la partie nord-ouest du département de Maine-et-Loire. Elle est délimitée au sud par la Loire et à l'est par la vallée de la Sarthe.

### Aux alentours
Le territoire comporte plusieurs hameaux, comme le Carrefour, Chambille, Faie, les Hauts, château du Margat, Ornière, la Tuffatière, Vaunaise, etc.
Les communes les plus proches sont Miré (4 km), Cherré (4 km), Sœurdres (4 km), Saint-Laurent-des-Mortiers (5 km), Brissarthe (6 km), Châteauneuf-sur-Sarthe (6 km), Saint-Michel-de-Feins (7 km), Morannes-sur-Sarthe (7 km) et Marigné (7 km).

### Géologie et relief
L'altitude de la commune varie de 19 à 77 mètres, pour une altitude moyenne de 48 mètres. Le bourg de Contigné se trouve sur un plateau. Situé à l'extrémité est du Massif armoricain, le relief du Segréen est principalement constitué de sols argileux ou argilo-siliceux, en un relief modéré.
La commune de Contigné s'étend sur plus de 23 km2 (2 331 hectares). Son territoire figure à l'inscription de
- Natura 2000 pour les sites d'importance communautaire de la zone des Basses vallées angevines et l’aval de la rivière Mayenne ;
- Inventaires des zones naturelles d'intérêt écologique, floristique et faunistique de la zone des Basses vallées angevines ;
- Eau et milieux aquatiques des zones humides d'importance nationale de la zone des Basses vallées angevines, sur la liste de la convention de Ramsar ;
- Schémas d'aménagement et de gestion des eaux pour la zone aval de la Sarthe.

### Hydrographie
La rivière la Sarthe traverse une petite partie (nord-est) de son territoire. Y passe également les ruisseaux du Margat, de la Maladrie, du Vigneau et de la Groussinière.

### Climat
Son climat est tempéré, de type océanique. Le climat angevin est particulièrement doux, du fait de sa situation entre les influences océaniques et continentales. Généralement les hivers sont pluvieux, les gelés rares et les étés ensoleillés.

## Urbanisme

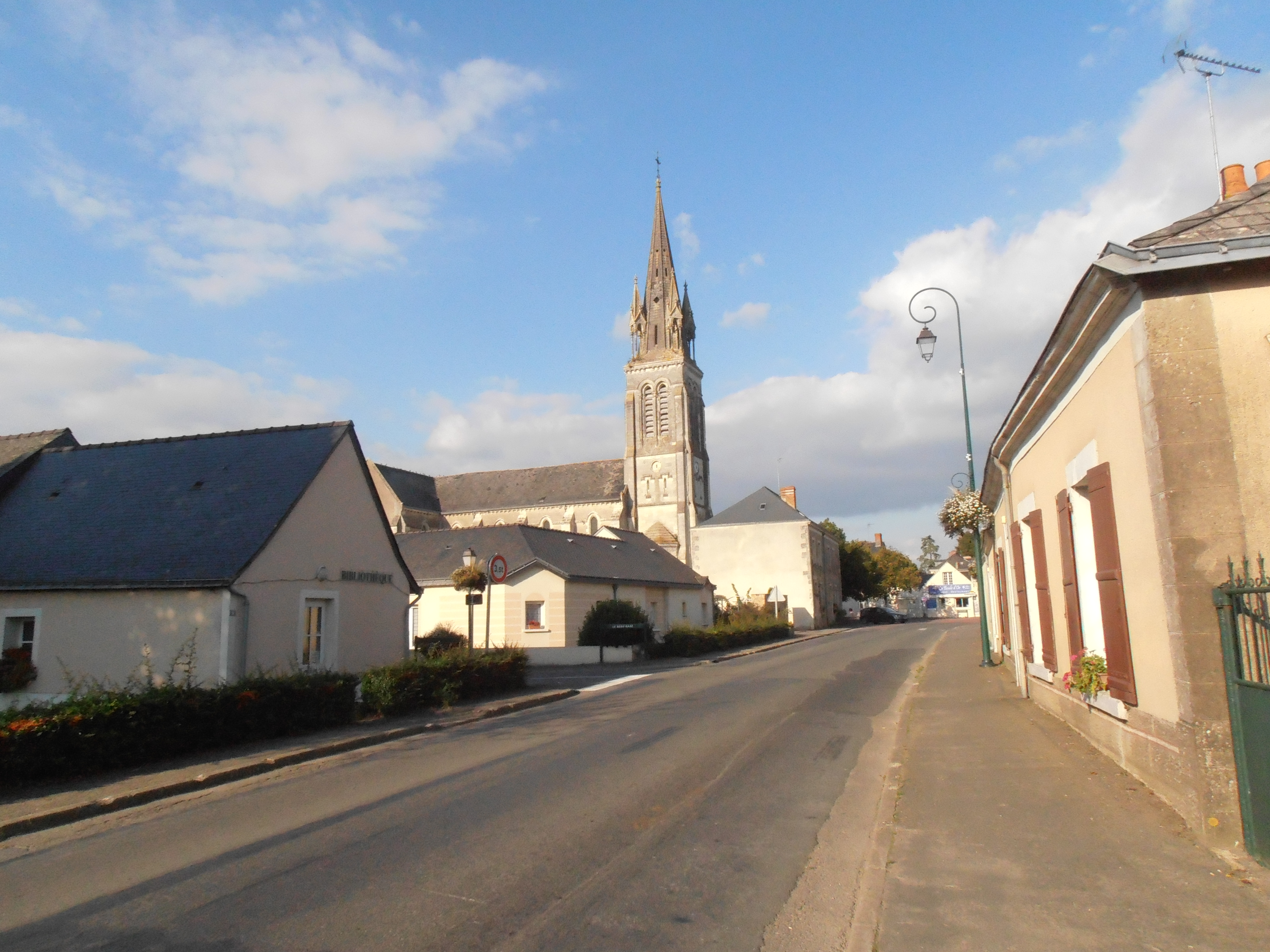
Centre-bourg.

Morphologie urbaine : Le village s'inscrit dans un territoire essentiellement rural.
En 2009 on trouvait 358 logements sur la commune de Contigné, dont 88 % étaient des résidences principales, et dont 60 % des ménages en étaient propriétaires. En 2013, on y trouvait 370 logements, dont 85 % étaient des résidences principales, pour une moyenne sur le département de 90 %, et dont 64 % des ménages en étaient propriétaires.

## Toponymie et héraldique

### Toponymie
Le nom de la commune vient de Continius, nom gallo-romain, suivi du suffixe -acum.
Formes anciennes du nom : Parochia Continiaci en 1073, Terra de Contignieo et Contineium en 1120, La paroisse de Contigné en 1294, La ville de Contigné en 1440, Contigné en 1793 et 1801.
Nom des habitants (gentilé) : les Contignéens.

### Héraldique
| Blason de Contigné | Blason  | D'azur à la croix d'argent, chargée d'une croix ancrée de gueules et cantonnée de quatre fleurs de lis d'or. |
| Blason de Contigné | Détails | Le statut officiel du blason reste à déterminer.                                                             |

## Histoire

### Préhistoire et Antiquité
Des vestiges archéologiques découverts sur la commune montrent qu'il y a eu très tôt une présence humaine sur ce territoire.
La liste des noms de lieux angevins qui se terminent par « é » est longue ; c'est souvent l'indice qu'existait un domaine gallo-romain.

### Moyen Âge
La paroisse de Contigné est constituée au Moyen Âge, dès le milieu du XIe siècle. La terre et la seigneurie de Contigné relève de Châteauneuf, par l'intermédiaire du seigneur de Pommérieux, puis du seigneur de Margat.

### Ancien Régime
Sous l'Ancien Régime, Contigné releve du Doyenné d'Écuillé, du grenier à sel de Châteaugontier, de l'Élection d'Angers.
Le 13 octobre 1732, avec la permission de l'évêque d'Angers, la troisième cloche de l'église de Contigné est bénie, nommée par messire Hullin de Margat, seigneur de Contigné, et damoiselle Françoise de Montplacé, en présence de Claude René Proust, prêtre vicaire de Contigné, de messire Françoise de Montplacé, de messire Alexandre Pierre de Saint-Mars et de MM. Doublard et Gaudicher. Le syndic a voulu insérer son nom dans la cloche, ce qui provoqua l'indignation des parrain et marraine qui refusèrent de nommer si on ne rapportait une plaque de cuivre mentionnant leur nom et que l'on effaçait l'inscription mentionnant le nom du syndic.
Avant la Révolution, la paroisse est réputée pour l'élevage de ses bestiaux.

### Époque contemporaine
À la réorganisation administrative qui suit la Révolution, la municipalité conserve son canton, rattaché au district de Châteauneuf. En 1800 elle est rattachée au canton de Châteauneuf et à l'arrondissement de Segré.
Entre 1792 et 1800, la rive droite de la Loire connait des soulèvements, la Chouannerie, tandis que sur sa rive gauche c'est la guerre de Vendée. Comme les communes environnantes, au début du XVIIIe siècle Contigné se trouve en territoire contrôlé par les chouans. Le fief et maison de maitre du Vigneau est l'un des refuges de leurs chefs,.
La mairie, avec son école de garçons, est construite en 1836.
Pendant la Première Guerre mondiale, 32 habitants perdent la vie. Lors de la Seconde Guerre mondiale, deux habitants sont tués.
Un rapprochement intervient en 2016. Le 15 décembre, les communes de Brissarthe, Contigné, Cherré, Champigné, Marigné, Sœurdres et Querré, s'associent pour former la commune nouvelle des Hauts d'Anjou. Contigné en devient une commune déléguée. Un nouveau regroupement intervient en 2019 avec l'intégration de la commune de Châteauneuf-sur-Sarthe, qui devient alors le siège de la nouvelle commune.

## Politique et administration

### Administration municipale

#### Administration actuelle
Depuis le 15 décembre 2016, Contigné constitue une commune déléguée au sein de la commune nouvelle des Hauts-d'Anjou et dispose d'un maire délégué.
| Période                                  | Période | Identité        | Étiquette | Qualité  |
| ---------------------------------------- | ------- | --------------- | --------- | -------- |
| décembre 2016                            |         | Michel Thépaut, |           | Retraité |
| Les données manquantes sont à compléter. |         |                 |           |          |

#### Administration ancienne
La commune est créée à la Révolution. Commune en 1790, Contigné, chef-lieu de canton en 1790, puis Châteauneuf-sur-Sarthe en 1801. Le conseil municipal de Contigné est composé de 15 élus.
| Période      | Période       | Identité                     | Étiquette | Qualité                              |
| ------------ | ------------- | ---------------------------- | --------- | ------------------------------------ |
| 1790         | 1790          | Francois Augustin Brichet    |           |                                      |
| 1790         | 1792          | Louis-Mathurin Clavereau     |           | Curé                                 |
| 1792         | 1793          | Jean Doucin                  |           |                                      |
| 1793         | 1793          | Pierre Jouanneau             |           |                                      |
| an V         | an VI         | Michel Fournier              |           | Agent municipal                      |
| an VI        | an VII        | Claude Folliot               |           | Agent municipal                      |
| an VII       | an VIII       | Étienne Nourry               |           | Agent municipal                      |
| an VIII      | 1816          | Étienne Nourry               |           |                                      |
| 1816         | 1826          | Pierre-Jean-Baptiste Peltier |           |                                      |
| 1826         | 1830          | Pierre Peltier               |           |                                      |
| 1830         | 1841          | René Trotier                 |           |                                      |
| 1841         | 1884          | Pierre Peltier               |           |                                      |
| 1884         | 1890          | Alexis Cherbonneau           |           |                                      |
| 1890         | 1909          | Louis Maillard               |           |                                      |
| 1909         | 1919          | Robert Retailliau            |           |                                      |
| 1919         | 1922          | Frédéric Chassebœuf          |           |                                      |
| 1922         | 1935          | Gustave Foyer                |           |                                      |
| 1935         | 1945          | Robert Retailliau            |           |                                      |
| 1945         | 1959          | François Lebreton            |           |                                      |
| 1959         | 2001          | Jean Foyer                   | UNR, RPR  | Conseiller général, député, ministre |
| 2001         | juillet 2016  | Philippe Chopin,             |           | Retraité                             |
| juillet 2016 | décembre 2016 | Michel Thépaut               |           | Retraité                             |

### Ancienne situation administrative

#### Intercommunalité
Contigné est membre jusqu'en 2016 de la communauté de communes du Haut-Anjou. Cette structure intercommunale regroupe onze communes dont Miré, Sœurdres, Cherré et Brissarthe. La communauté de communes est membre du Pays de l'Anjou Bleu, structure administrative d'aménagement du territoire. Cette intercommunalité comprend six communautés de communes : Candé, Segré, Haut-Anjou, Ouest-Anjou, Lion-d'Angers et Pouancé-Combrée.
Le 15 décembre 2016, la commune nouvelle de Les Hauts-d'Anjou entraine sa substitution dans les établissements de coopération intercommunale.

#### Autres circonscriptions
Jusqu'en 2014, Contigné fait partie du canton de Châteauneuf-sur-Sarthe et de l'arrondissement de Segré,. Dans le cadre de la réforme territoriale, un nouveau découpage territorial pour le département de Maine-et-Loire est défini par le décret du 26 février 2014. La commune est alors rattachée au canton de Tiercé, avec une entrée en vigueur au renouvellement des assemblées départementales de 2015.
Contigné fait partie de la première circonscription de Maine-et-Loire, composée de cinq cantons dont Châteauneuf-sur-Sarthe et Tiercé. La quatrième circonscription de Maine-et-Loire est l'une des sept circonscriptions législatives que compte le département.

#### Jumelage et partenariat
Depuis 1979 la commune de Contigné et la ville allemande de Heppenheim, pour les villages jadis autonomes de Kirschhausen, Mittershausen-Sch, Sonderbach et Wald-Erlenbach, entretiennent des relations d'amitiés finalisées par la signature d'une charte de jumelage en 1994.

## Population et société

### Démographie

#### Évolution démographique
L'évolution du nombre d'habitants est connue à travers les recensements de la population effectués dans la commune depuis 1793. À partir du 1er janvier 2009, les populations légales des communes sont publiées annuellement dans le cadre d'un recensement qui repose désormais sur une collecte d'information annuelle, concernant successivement tous les territoires communaux au cours d'une période de cinq ans. 
Pour les communes de moins de 10 000 habitants, une enquête de recensement portant sur toute la population est réalisée tous les cinq ans, les populations légales des années intermédiaires étant quant à elles estimées par interpolation ou extrapolation. Pour la commune, le premier recensement exhaustif entrant dans le cadre du nouveau dispositif a été réalisé en 2007,.
En 2014, la commune comptait 766 habitants, en évolution de +0,13 % par rapport à 2009 (Maine-et-Loire : +3,3 %, France hors Mayotte : +2,49 %).
| 1793  | 1800 | 1806  | 1821  | 1831  | 1836  | 1841  | 1846  | 1851  |
| ----- | ---- | ----- | ----- | ----- | ----- | ----- | ----- | ----- |
| 1 257 | 942  | 1 213 | 1 292 | 1 099 | 1 230 | 1 235 | 1 211 | 1 187 |

| 1856  | 1861  | 1866  | 1872  | 1876  | 1881  | 1886  | 1891  | 1896  |
| ----- | ----- | ----- | ----- | ----- | ----- | ----- | ----- | ----- |
| 1 157 | 1 165 | 1 132 | 1 075 | 1 064 | 1 004 | 1 072 | 1 026 | 1 025 |

| 1901  | 1906  | 1911 | 1921 | 1926 | 1931 | 1936 | 1946 | 1954 |
| ----- | ----- | ---- | ---- | ---- | ---- | ---- | ---- | ---- |
| 1 017 | 1 003 | 947  | 741  | 759  | 766  | 740  | 750  | 690  |

| 1962 | 1968 | 1975 | 1982 | 1990 | 1999 | 2007 | 2012 | 2014 |
| ---- | ---- | ---- | ---- | ---- | ---- | ---- | ---- | ---- |
| 687  | 697  | 637  | 680  | 588  | 597  | 760  | 760  | 766  |

#### Pyramide des âges
La population de la commune est relativement jeune. Le taux de personnes d'un âge supérieur à 60 ans (18,8 %) est en effet inférieur au taux national (21,8 %) et au taux départemental (21,4 %).
Contrairement aux répartitions nationale et départementale, la population masculine de la commune est sensiblement égale à la population féminine.
La répartition de la population de la commune par tranches d'âge est, en 2008, la suivante :
- 49,7 % d’hommes (0 à 14 ans = 23,5 %, 15 à 29 ans = 17,5 %, 30 à 44 ans = 23,5 %, 45 à 59 ans = 19,8 %, plus de 60 ans = 15,6 %) ;
- 50,3 % de femmes (0 à 14 ans = 23,3 %, 15 à 29 ans = 16,5 %, 30 à 44 ans = 20,7 %, 45 à 59 ans = 17,5 %, plus de 60 ans = 22 %).

| Hommes | Classe d’âge | Femmes |
| ------ | ------------ | ------ |
| 0,0    | 90 ans ou +  | 1,6    |
| 6,6    | 75 à 89 ans  | 10,7   |
| 9,0    | 60 à 74 ans  | 9,7    |
| 19,8   | 45 à 59 ans  | 17,5   |
| 23,5   | 30 à 44 ans  | 20,7   |
| 17,5   | 15 à 29 ans  | 16,5   |
| 23,5   | 0 à 14 ans   | 23,3   |

| Hommes | Classe d’âge | Femmes |
| ------ | ------------ | ------ |
| 0,4    | 90 ans ou +  | 1,1    |
| 6,3    | 75 à 89 ans  | 9,5    |
| 12,1   | 60 à 74 ans  | 13,1   |
| 20,0   | 45 à 59 ans  | 19,4   |
| 20,3   | 30 à 44 ans  | 19,3   |
| 20,2   | 15 à 29 ans  | 18,9   |
| 20,7   | 0 à 14 ans   | 18,7   |

### Vie locale
Située dans l'académie de Nantes, l'école primaire se situe sur la commune tandis que la maternelle se situe sur celle de Sœurdres, dans le cadre d'un regroupement pédagogique intercommunal (RPI).
La commune possède également une garderie, une bibliothèque, une agence postale communale, des logements regroupés pour personnes âgées "Le Béguinage" ainsi que plusieurs associations dont celle du football, de théâtre ou du foyer des jeunes…
Il faut se rendre à Châteauneuf-sur-Sarthe, siège de la communauté de communes, pour trouver d'autres structures : gendarmerie, centre de secours, collège, maison de retraite et bureau de poste, ainsi que la plupart des structures de santé. L'hôpital local le plus proche se trouve à Château-Gontier (18 km) ou à Angers (29 km).
Transports en commun : la commune est desservie par une ligne d’autobus du réseau interurbain de Maine-et-Loire AnjouBus, la ligne 11 (Angers Châteauneuf-sur-Sarthe Sablé-sur-Sarthe). Il n'existe pas de réseau ferroviaire desservant Contigné. La gare de TER la plus proche se situe à Étriché (ligne Angers - Le Mans).

## Économie

### Revenus de la population et fiscalité
Le revenu fiscal médian par ménage était en 2010 de 15 829 €, pour une moyenne sur le département de 17 632 €.
En 2009, 40 % des foyers fiscaux étaient imposables, pour 51 % sur le département.

### Tissu économique
L'activité agricole représente toujours l’activité la plus importante sur le territoire, malgré la forte baisse du nombre d’exploitations.
En 2009, sur les 69 établissements présents sur la commune, 51 % relevaient du secteur de l'agriculture (pour une moyenne de 18 % sur le département), et en 2011 sur 69 établissements, 52 % relevaient du secteur de l'agriculture, 6 % du secteur de l'industrie, 12 % du secteur de la construction, 22 % de celui du commerce et des services et 9 % du secteur de l'administration et de la santé. Deux ans plus tard, en 2013, sur 64 établissements présents, 28 % relevaient du secteur de l'agriculture (pour une moyenne de 12 % sur le département), 6 % du secteur de l'industrie, 13 % du secteur de la construction, 44 % de celui du commerce et des services et 9 % du secteur de l'administration et de la santé.
On y trouve plusieurs commerces, dont un magasin d'alimentation générale, un bar tabac, un restaurant pizzéria, ainsi que plusieurs entreprises artisanales (couverture, entretien des espaces verts, maçonnerie, serrurerie, vitrerie, artisans, etc).

### Agriculture
Comme dans le reste du département l'agriculture est fortement implantée sur le territoire.
Liste des appellations présentes sur le territoire :
- AOC Maine-Anjou, IGP Bœuf du Maine, Volailles de Loué, Volailles du Maine, Volailles d’Ancenis, Œufs de Loué ;
- IGP Cidre de Bretagne ou Cidre breton.

## Culture locale et patrimoine

### Lieux et monuments
La commune de Contigné comporte une inscription au Patrimoine :
- Prieuré du Gravier : façades et toitures de l'ancien prieuré y compris la chapelle, XVIIe et XVIIIe siècles, monument historique classé par arrêté du 29 décembre 1977 (PA00109061).

Autres lieux et monuments :
- Le château de La Haye, parc et anciens communs ;
- L'église Notre-Dame.

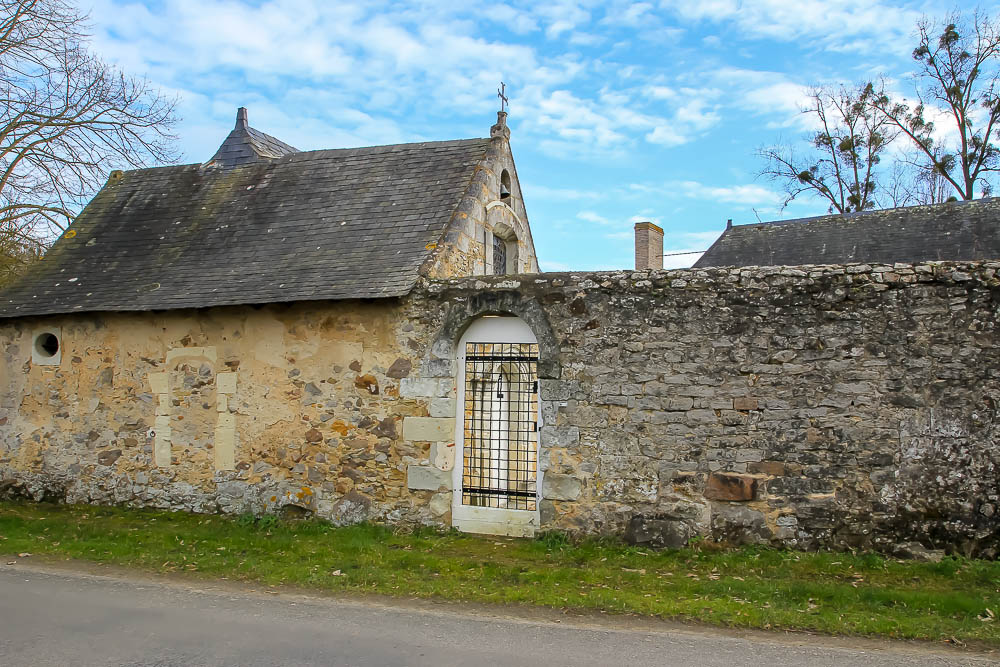
Prieuré du Gravier.
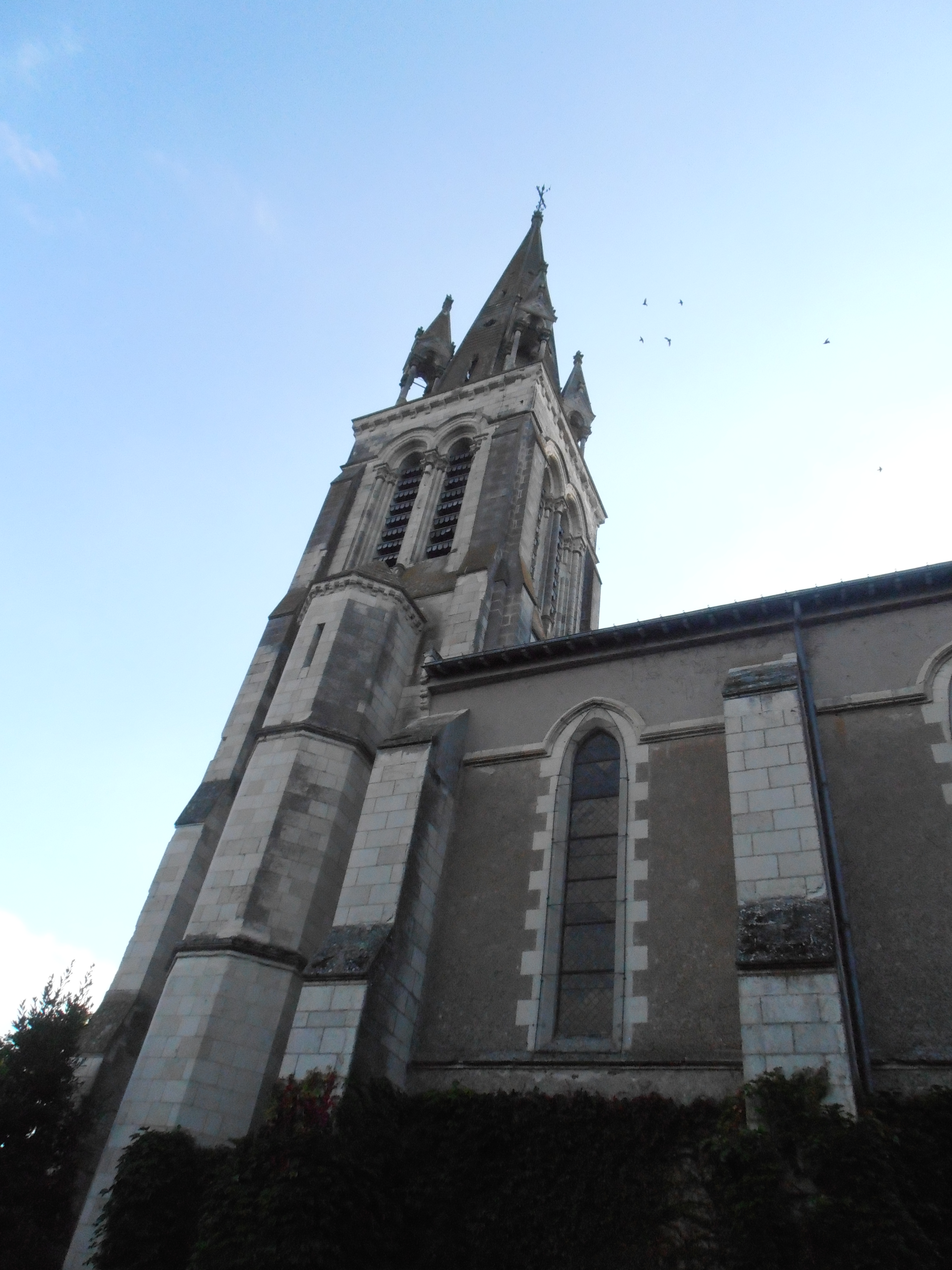
Clocher de l'église.
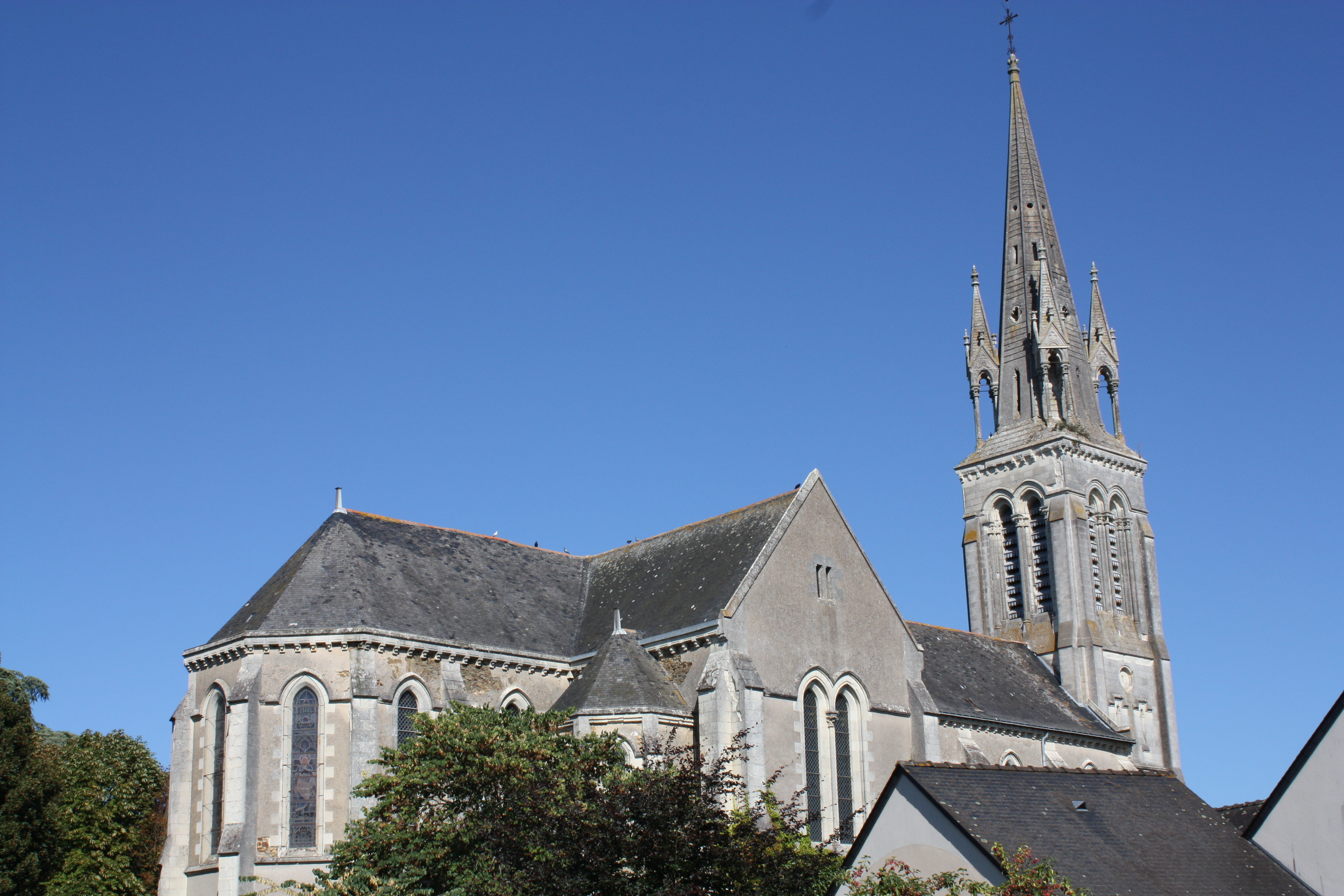
Église Notre-Dame, vue arrière.

- Château du Margas : ce château fut la propriété, par filiation successive, des Hullin de la Selle, puis de Terves, puis de La Roche Saint-André et de Couëtus.
À la suite du décès en 1827, à l'âge de 85 ans, de Eulalie Victoire Hullin de La Selle, veuve de Pierre Charles de Terves depuis 1805, les propriétés dépendant de La Beuvrière 49220 Grez-Neuville sont transmises aux quatre héritiers survivants (sur onze enfants, trois fils sont morts dans la Chouannerie, trois filles sont mortes à la prison de Montreuil-Bellay ...).
Cette succession[46] comprenait outre les terres du château de La Beuvrière Grez-Neuville, celles de Brain-sur-Longuenée, de L'Anjouère à La Pouëze, de la Frappinière en Cossé-d'Anjou, du Margas à Contigné et des immeubles et hôtels sur Angers.
Un descendant prêtre, chanoine honoraire, monseigneur Alfred de Couëtus a donné son nom à une rue de Contigné.

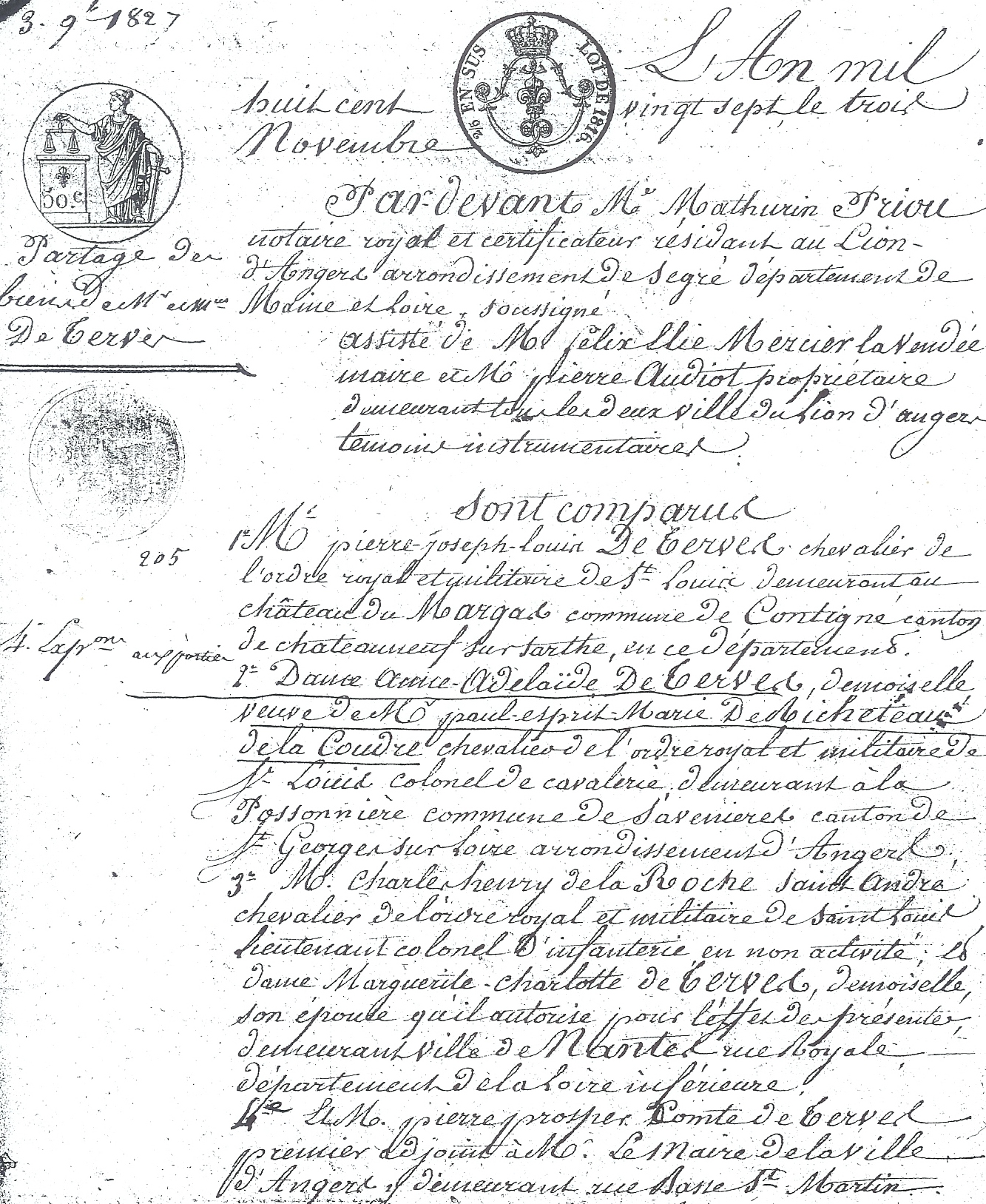
Les propriétés sont réparties en quatre lots. Les quatre lots sont attribués au sort, par tirage à deux tours.
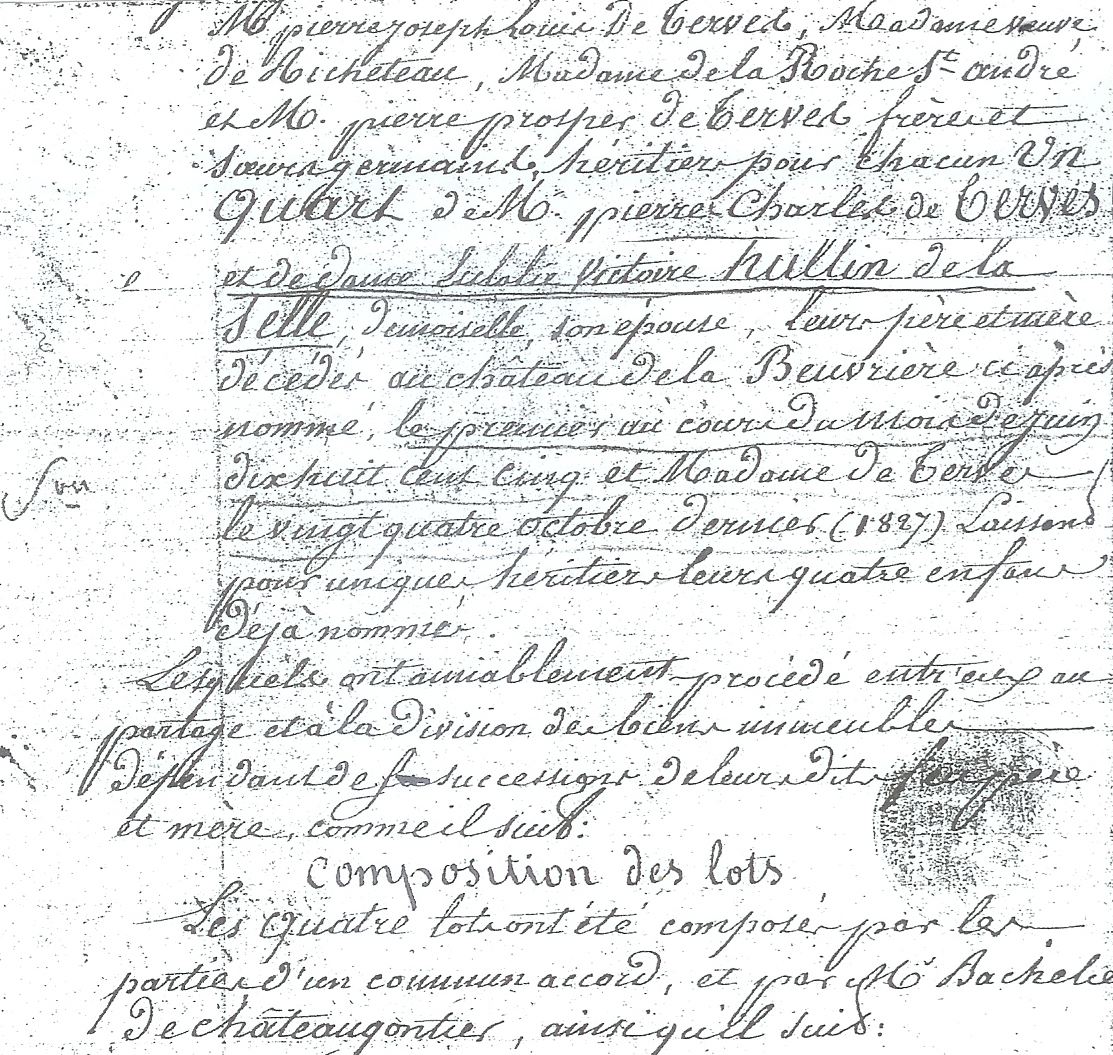
Charles Henry de La Roche Saint-André, époux de Marguerite Charlotte de Terves tire le quatrième tour et obtient le troisième lot restant.
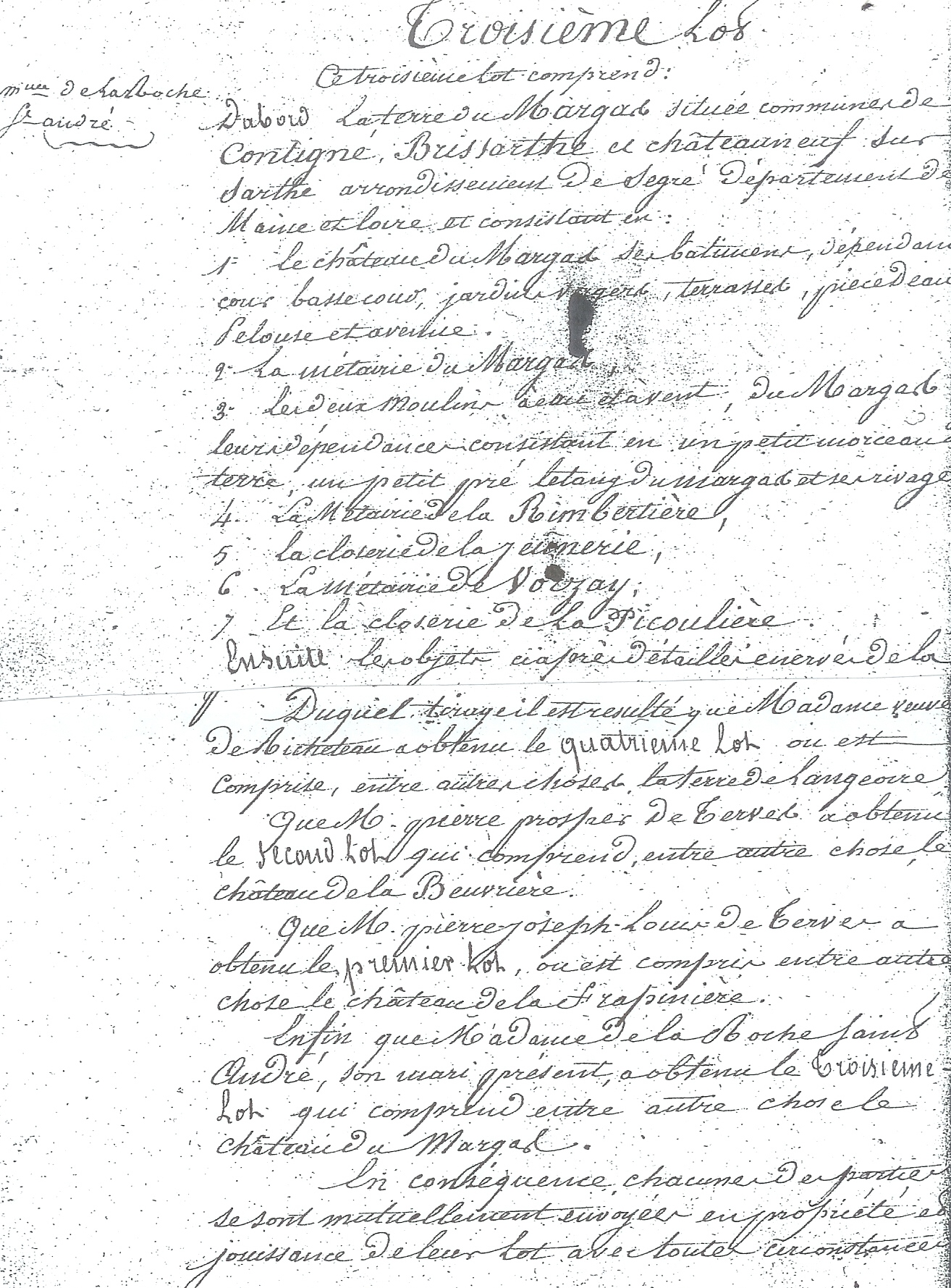
Le château et les terres du Margas, ainsi que des terres dépendant de La Frappinière de Cossé d'Anjou (Vihiers et Melay) .
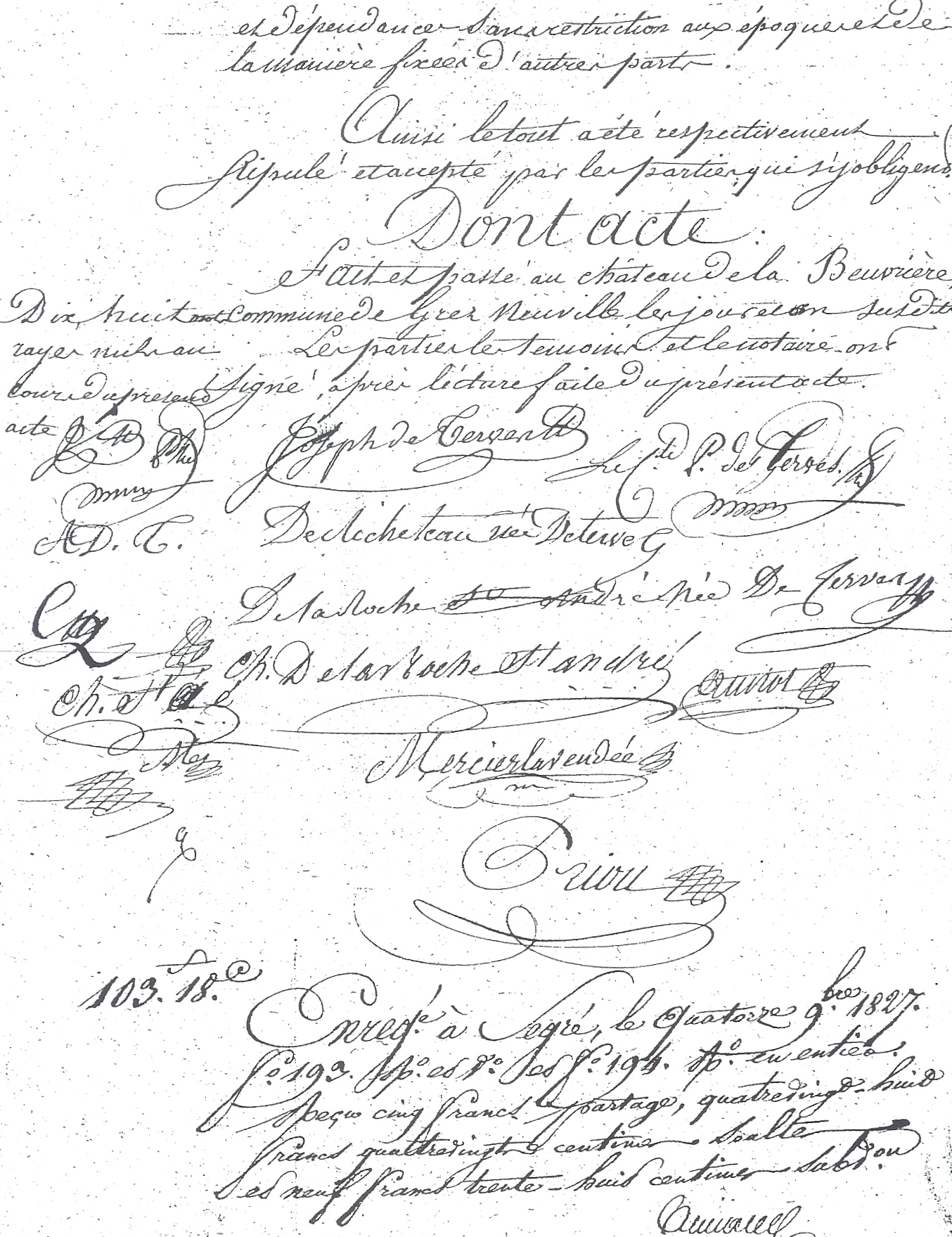
Émargements des héritiers, témoins et notaire.

### Personnalités liées à la commune
- Jean Foyer est un homme politique et juriste français, né le 27 avril 1921 à Contigné et décédé à Paris le 3 octobre 2008. Il a été maire de Contigné (1959-2001), conseiller général du canton des Ponts-de-Cé (1967-1973), membre du conseil régional des Pays de la Loire (1973), membre de l'académie des Sciences morales et politiques (1984). Il est l'auteur de plusieurs ouvrages, dont Sur les chemins du droit avec le général (Fayard, 2006), et a participé à des ouvrages collectifs comme La Pensée unique : le vrai procès (Economica, 1998).
- Olivier Guillot (1932-2023), historien, y est inhumé[47].